# Le delizie della caccia
Le delizie della caccia (Les delicies de la chasses) è un cortometraggio del 1910.

## Trama
Cretinetti va a caccia con sua moglie e un'altra persona. Di lì a poco scopre i pericoli che possono accadere quando sei con un fucile.